# رامون أستودييو
رامون أستودييو (بالإسبانية: Ramón Astudillo)‏ لاعب كرة قدم أرجنتيني راحل كان يجيد اللعب في خط الدفاع.
لعب طوال مسيرته الرياضية في نادي كولون دي سانتا في.
شارك مع منتخب الأرجنتين في بطولة كأس العالم 1934 في إيطاليا حيث خرج من الدور الثمن النهائي.

## وصلات خارجية
- رامون أستودييو على موقع الاتحاد الدولي (مؤرشف)  (الإنجليزية)
- رامون أستودييو على موقع Soccerway.com (الإنجليزية)
- رامون أستودييو على موقع عالم كرة القدم.نت (الإنجليزية)
- هذا سيرة ذاتية